# Alfred Brehm
Alfred Edmund Brehm (født 2. februar 1829 i Renthendorf i storhertugdømmet Sachsen-Weimar-Eisenach, død 11. november 1884, samme sted) var en tysk zoolog, og søn af Christian Ludwig Brehm. Han er mest kendt det populærvidenskabelige værk Tierleben, som i danske udgaver kaldes Dyrenes liv.